# Framboesa de Ouro
O Framboesa de Ouro (no original em inglês Golden Raspberry Awards, abreviado Razzies e Razzie Awards) é um prêmio cinematográfico humorístico dos Estados Unidos, concebido como uma paródia do Oscar pelo publicitário de Hollywood John Wilson.
O objetivo da brincadeira é premiar os piores atores, filmes e demais atributos cinematográficos apresentados ao longo do ano.  A fruta é usada no sentido da expressão "blowing a raspberry", que é simular o som de flatulência com a boca. No Brasil, um nome similar seria Troféu Abacaxi.
Atualmente, votam 657 membros da "Associação Prêmio Framboesa de Ouro" (Golden Raspberry Award Foundation), que inclui jornalistas, cinéfilos e internautas. Desde 2012, categorias tem a colaboração na votação de visitantes do site Rotten Tomatoes.
A "premiação", sempre em tom de deboche, normalmente segue o cronograma do Oscar — inicialmente a cerimônia no mesmo dia, depois indicações e premiação um dia antes das da Academia. Em 2012 e 2020, teve as indicações um dia antes da premiação do Oscar, e a cerimônia em si depois (no primeiro, 1 de Abril, dia da mentira; no segundo, anunciaram online em março após a Pandemia de COVID-19 cancelar o evento).

## História
A premiação foi concebida pelo publicitário John Wilson, que atua no marketing de cinema em Hollywood. Após uma sessão dupla dos musicais Can't Stop the Music e Xanadu que revoltou Wilson com a baixa qualidade das produções e o fez pensar nos filmes ruins que havia assistido naquele ano de 1980, durante sua tradição de realizar jantares em sua casa na noite do Oscar, Wilson resolveu após a cerimônia de 1981 entregar listas para seus convidados votarem nos piores filmes do ano que passou. Após uma premiação improvisada que foi bem recebida pelos 36 presentes, Wilson decidiu passar releases sobre o evento para a imprensa. Subsequentemente, cada vez mais pessoas, incluindo jornalistas, compareciam na casa de Wilson nas premiações seguintes. Mais tarde Wilson decidiu ampliar o escopo do Prêmio Framboesa de Ouro, organizando cerimônias debochadas em teatros de Los Angeles, e antecipando a premiação para o dia antes do Oscar para garantir mais divulgação.
O "prêmio" é uma framboesa de plástico sobre um filme Super-8 pintado de tinta dourada, com valor aproximado de 4,97 dólares. Os vencedores são convidados a receberem o prêmio e alguns aceitam, recolhendo o prémio pessoalmente na cerimônia.

## Categorias
Atuais
- Pior Filme: desde 1980
- Pior Ator: desde 1980 (Marlon Wayans e seu irmão Shawn receberam duas indicações combinadas e levaram uma)
- Pior Atriz: desde 1980 (costuma incluir atores travestidos, e conjuntos como as protagonistas de Spice World, Bratz e Sex and the City 2)
- Pior Ator Coadjuvante: desde 1980 (Brooke Shields já venceu por atuar vestida de homem em Sahara, e Jane March foi indicada por se disfarçar de homem em Color of Night)
- Pior Atriz Coadjuvante: desde 1980 (costuma incluir atores travestidos)
- Pior Roteiro: desde 1980
- Pior Diretor: desde 1980
- Pior Combinação em Tela: desde 1994 (originalmente "Pior Dupla"; em 2011 foi rebatizada "Pior Dupla ou Elenco", ocorrendo uma cisão das categorias no ano seguinte, e uma recombinação em 2013)
- Pior Continuação, Remake, Prequela ou Plágio Descarado: desde 1994 (até 2005, Pior Continuação ou Remake; em 2006 e 2007, duas categorias, Pior Continuação/Prequela e Pior Remake/Plágio Descarado, que se fundiram em 2008)
- Redenção do Framboesa: desde 2014, reconhece antigos indicados\premiados que conseguiram trabalhos aclamados

Extintas
- Pior Canção: 1980 — 1999, 2002
- Pior Nova Estrela: 1981 — 1988, 1990 — 1998
- Pior Trilha Sonora: 1981 — 1985
- Piores Efeitos Visuais: 1986 — 1987

Especiais
- Pior Roteiro a Arrecadar mais de 100 milhões de dólares (1996, vencida por Twister)
- Pior Desrespeito por Vidas Humanas e Propriedade Pública (1997, vencida por Con Air; 2020, vencida por Rambo: Last Blood)
- Pior Tendência do Ano (1998, vencida por "protagonistas de 58 anos cortejando garotas de 20")
- Filme Mais Intencionado para Adolescentes Flatulentos (2002, vencido por Jackass: The Movie)
- Pior Desculpa para um Filme (2003, vencida por The Cat in the Hat)
- Prêmio Especial - Pior Coreografia (2003, dado para From Justin to Kelly por não entrar em nenhuma categoria)
- Alvo de Tabloides Mais Cansativo (2005, vencido por "Tom Cruise, Katie Holmes, o sofá da Oprah, a Torre Eiffel e o bebê de Tom")
- Pior Desculpa para Entretenimento Familiar (2006, vencida por RV)
- Pior Desculpa para Filme de Terror (2007, vencida por I Know Who Killed Me)
- Pior Uso de 3D (2010, vencida por The Last Airbender)
- Prêmio Barry L. Bumstead (2014-2017, produções fracassadas com lançamentos limitados, vencida por Paixões Unidas, Má Conduta, O Clube dos Meninos Bilionários, e CHiPS)
- Indicado do Framboesa Tão Ruim Que Vocês Amaram (2018, escolhido pelos usuários do Rotten Tomatoes, vencido por Baywatch)
- Pior Ano da História (2020)
- Pior Atuação de Bruce Willis no Ano (2021)

Conjunto da Obra
- Ronald Reagan em 1981, Linda Blair em 1983, Irwin Allen em 1985, "Bruce o Tubarão de Borracha" em 1987, e Uwe Boll em 2009

Prêmios de aniversário
Viradas de década inspiram prêmios para os dez anos anteriores. O 25° aniversário do Framboesa em 2005 também ganhou destaques.
| Período (cerimônia)        | Categoria                   | Vencedor                    | Indicados |
| -------------------------- | --------------------------- | --------------------------- | --- |
| Década de 1980 (10°)       | Pior Ator                   | Sylvester Stallone          | Christopher Atkins Ryan O'Neal Prince John Travolta                                                            |
| Década de 1980 (10°)       | Pior Atriz                  | Bo Derek                    | Faye Dunaway Madonna Brooke Shields Pia Zadora                                                                 |
| Década de 1980 (10°)       | Pior Filme                  | Mommie Dearest (1981)       | Bolero (1984) Howard the Duck (1986) The Lonely Lady (1983) Star Trek V: The Final Frontier (1989)             |
| Década de 1980 (10°)       | Pior Nova Estrela           | Pia Zadora                  | Christopher Atkins Madonna Prince Diana Scarwid                                                                |
| Década de 1990 (20°)       | Pior Ator do Século         | Sylvester Stallone          | Kevin Costner Prince William Shatner Pauly Shore                                                               |
| Década de 1990 (20°)       | Pior Atriz do Século        | Madonna                     | Elizabeth Berkley Bo Derek Brooke Shields Pia Zadora                                                           |
| Década de 1990 (20°)       | Pior Filme da Década        | Showgirls (1995)            | An Alan Smithee Film: Burn Hollywood Burn (1998) Hudson Hawk (1991) The Postman (1997) Striptease (1996)       |
| Década de 1990 (20°)       | Pior Nova Estrela da Década | Pauly Shore                 | Elizabeth Berkley Ahmed Best Sofia Coppola Dennis Rodman                                                       |
| 25 Anos do Framboesa (25°) | Maior Perdedor              | Arnold Schwarzenegger       | Kim Basinger Angelina Jolie Ryan O'Neal Keanu Reeves                                                           |
| 25 Anos do Framboesa (25°) | Pior Drama                  | Battlefield Earth (2000)    | The Lonely Lady (1983) Mommie Dearest (1981) Showgirls (1995) Swept Away (2002)                                |
| 25 Anos do Framboesa (25°) | Pior Comédia                | Gigli (2003)                | The Adventures of Pluto Nash (2002) The Cat in the Hat (2003) Freddy Got Fingered (2001) Leonard Part 6 (1987) |
| 25 Anos do Framboesa (25°) | Pior Musical                | From Justin to Kelly (2003) | Can't Stop the Music (1980) Glitter (2001) Rhinestone (1984) Spice World (1998) Xanadu (1980)                  |
| Década de 2000 (30°)       | Pior Ator                   | Eddie Murphy                | Ben Affleck Mike Myers Rob Schneider John Travolta                                                             |
| Década de 2000 (30°)       | Pior Atriz                  | Paris Hilton                | Mariah Carey Lindsay Lohan Jennifer Lopez Madonna                                                              |
| Década de 2000 (30°)       | Pior Filme                  | Battlefield Earth (2000)    | Freddy Got Fingered (2001) Gigli (2003) I Know Who Killed Me (2007) Swept Away (2002)                          |

## Maiores vencedores

### Filmes
- Jack and Jill (2011) (10 prêmios, único filme a vencer em todas as categorias)
- Battlefield Earth (2000) (9 prêmios, 7 em 2001, Pior drama dos primeiros 25 anos do Framboesa de Ouro em 2005 e Pior filme da década de 2000 em 2010)
- Showgirls (1995), I Know Who Killed Me (2008): 8 prêmios (Showgirls inclui Pior Filme da década de 1990 em 2000)
- Gigli (2003), The Twilight Saga: Breaking Dawn - Part 2 (2012): 7 prêmios (Gigli teve 6 em 2004, e pior comédia dos primeiros 25 anos do Framboesa de ouro em 2005; único a vencer Pior Filme, Diretor, Ator, Atriz e Roteiro);
- The Lonely Lady (1983), Mommie Dearest (1981), Bolero (1984), Striptease (1996), Cats (2019): 6 prêmios (Mommie Dearest inclui Pior filme da década de 1980 em 1990)
- Under the Cherry Moon (1986), The Postman (1997), An Alan Smithee Film: Burn Hollywood Burn (1998), Wild Wild West (1999), Freddy Got Fingered (2001), Swept Away (2002), The Last Airbender (2010), Fifty Shades of Grey (2015), Diana: The Musical (2021), Winnie-the-Pooh: Blood and Honey (2023): 5 prêmios
- Rambo: First Blood Part II (1985), Howard the Duck (1986), Ghosts Can't Do It (1990), Catwoman (2004), Basic Instinct 2 (2006), Dirty Love (2005),  Hillary's America: The Secret History of the Democratic Party, Batman v Superman: Dawn of Justice (2016), The Emoji Movie (2017), Holmes & Watson (2018): 4 prêmios;

#### Indicações
- Showgirls: 15 indicações (13 em 1996, Pior Filme da Década de 1990, e Pior Drama dos 25 Anos do Framboesa de Ouro)
- The Lonely Lady: 13 indicações (11 em 1984, Pior filme da década de 1980, e pior drama dos 25 anos do Framboesa);
- Jack and Jill: 12 indicações
- Mommie Dearest, Battlefield Earth, Gigli, The Twilight Saga: Breaking Dawn - Part 2 (2012), Batman & Robin (1997): 11 indicações(Mommie Dearest e Battlefield Earth incluem pior drama dos 25 anos; Battlefield Earth e Gigli, pior filme da década de 2000; Gigli pior comédia dos primeiros 25 anos; e Mommie Dearest, pior filme da década de 1980);
- Bolero, An Alan Smithee Film: Burn Hollywood Burn, Freddy Got Fingered, Swept Away, I Know Who Killed Me, Transformers: The Last Knight (2017): 10 indicações(Bolero inclui pior filme da década de 1980; I Know Who Killed Me, Freddy Got Fingered, e Swept Away pior filme da década de 2000; Freddy Got Fingered; pior comédia dos primeiros 25 anos; Swept Away pior drama dos primeiros 25 anos; e Burn Hollywood Burn pior filme da década de 1990);
- Rhinestone (1984), Ghosts Can't Do It, Color of Night (1994), The Avengers (1998), Wild Wild West, The Cat in the Hat (2003), The Last Airbender, The Twilight Saga: Eclipse (2010), Grown Ups 2 (2013),  Fifty Shades Darker (2017), Cats (2019), Diana: The Musical (2021): 9 indicações (Rhinestone inclui pior musical dos primeiros 25 anos, e The Cat in the Hat pior comédia dos primeiros 25 anos; Color of the Night é o único a vencer apenas Pior Filme; Grown Ups 2 tem o maior número de indicações que não renderam nenhum prêmio);
- Can't Stop the Music (1980), Under the Cherry Moon, Striptease, Spice World (1997), I Now Pronounce You Chuck and Larry, Norbit (2007), Transformers: Dark of the Moon, The Twilight Saga: Breaking Dawn - Part 1 (2011), That's My Boy (2012), Batman v Superman: Dawn of Justice, Zoolander 2 (2016), The Mummy (2017), A Madea Family Funeral, Rambo: Last Blood (2019), Blonde (2022): 8 indicações (Can't Stop the Music e Spice World incluem pior musical dos primeiros 25 anos, Howard the Duck pior filme da década de 1980, Striptease pior filme da década de 1990)
- Xanadu (1980), Rambo: First Blood Part II, Cool as Ice, Hudson Hawk (1991), Indecent Proposal (1993), The Scarlet Letter (1995), Glitter (2001), Charlie's Angels: Full Throttle (2003), Catwoman, Basic Instinct 2, Land of the Lost, Transformers: Revenge of the Fallen (2009), Battleship (2012), Transformers: Age of Extinction (2014), Good Mourning (2022), Expend4bles (2023), Joker: Folie à Deux (2024): 7 indicações (Hudson Hawk inclui Pior Filme da Década de 1990, Xanadu e Glitter, pior musical dos primeiros 25 anos)
- Leonard Part 6 (1987), The Island of Dr. Moreau (1996), Dirty Love, Bucky Larson: Born to Be a Star (2011), After Earth, A Madea Christmas, Movie 43 (2013), Fifty Shades of Grey, Jupiter Ascending, Paul Blart: Mall Cop 2, Pixels (2015), Dirty Grandpa (2016), Holmes & Watson, Gotti, The Happytime Murders (2018), 365 Days, Dolittle (2020), Pinóquio (2022), Borderlands, Megalopolis, Madame Web, Reagan (2024): 6 indicações (Leonard Part 6 inclui pior comédia dos primeiros 25 anos)

### Ator
- Sylvester Stallone: 22 indicações e 8 prêmios (somente nas categorias de pior ator/pior ator coadjuvante, incluindo, pior ator do século e da década de 1980);
- Adam Sandler: 13 indicações e 4 prêmios (somente na categoria de atuação, inclusive Pior Atriz por seu papel em Jack and Jill);
- John Travolta: 10 indicações e 2 prêmios (somente nas categorias de pior ator/pior ator coadjuvante, incluindo indicações como pior ator das décadas de 1980 e 2000);
- Arnold Schwarzenegger: 9 indicações e nenhum prêmio (somente nas categorias de pior ator/pior ator coadjuvante; agraciado com "Maior perdedor dos nossos 25 anos" pelo recorde em 2004);
- Eddie Murphy: 8 indicações e 4 prêmios (somente nas categorias de atuação; três por seus papéis em Norbit, inclusive Pior Atriz Coadjuvante, mais prêmio como pior ator da década de 2000);
- Kevin Costner: 8 indicações e 3 prêmios (somente nas categorias de pior ator/pior ator coadjuvante, incluindo, indicação como pior ator do século);
- Tyler Perry:  8 indicações e 2 prêmios (somente nas categorias de atuação; geralmente na categoria pior atriz, interpretando a personagem Madea, incluindo seus 2 prêmios)
- Burt Reynolds: 7 indicações e 1 prêmio (somente nas categorias de pior ator/pior ator coadjuvante);
- Rob Schneider, Bruce Willis, Ben Affleck: 6 indicações e 1 prêmio (somente nas categorias de pior ator/pior ator coadjuvante; Schneider e Affleck incluem indicação como pior ator da década de 2000; Willis não inclui uma categoria especial em 2021 apenas com suas atuações em oito dos filmes que ele estrelou no ano);
- Nicolas Cage: 6 indicações e nenhum prêmio (somente nas categorias de pior ator/pior ator coadjuvante);
- Jon Voight: '5 indicações e 2 prêmios(somente nas categorias de pior ator/pior ator coadjuvante);
- Johnny Depp, Keanu Reeves: 5 indicações e nenhum prêmio (somente nas categorias de pior ator/pior ator coadjuvante; Keanu acabou indicado na categoria de "Maior perdedor dos primeiros 25 anos");
- Taylor Lautner, Prince, Al Pacino, Mel Gibson: 4 indicações e 1 prêmio (somente nas categorias de pior ator/pior ator coadjuvante; Prince inclui  indicações como pior ator do século e pior ator da década de 1980; Pacino venceu interpretando a si mesmo em Jack and Jill);
- Nick Swardson, Steven Seagal, Will Ferrell: 4 indicações e nenhum prêmio (somente nas categorias de pior ator/pior ator coadjuvante);
- Dan Aykroyd, Pauly Shore: 3 indicações e 2 prêmios (Shore inclui indicação como pior ator do século);
- William Shatner, Ashton Kutcher, Mike Myers, Christopher Atkins, Tom Cruise, Marlon Brando, Jared Leto: 3 indicações e 1 prêmio (somente nas categorias de atuação; Shatner foi indicado como pior ator do século, e Myers como pior ator dos anos 2000);
- Ryan O'Neal, Billy Barty, Jack Black, Kevin James, Danny DeVito, Larry the Cable Guy, Robert Pattinson, Val Kilmer, Mark Wahlberg:3 indicações e nenhum prêmio (O'Neal inclui pior ator da década de 1980, e acabou indicado na categoria de "Maior perdedor dos primeiros 25 anos")

### Atriz
- Madonna: 12 indicações e 8 prêmios (somente nas categorias de atuação; incluindo, pior atriz do século, e indicação como pior atriz das décadas de 1980 e 2000);
- Jennifer Lopez: 10 indicações e 1 prêmio (somente nas categorias de pior atriz/pior atriz coadjuvante; incluindo indicação como pior atriz da década de 2000);
- Demi Moore: 9 indicações e 4 prêmios (somente nas categorias de pior atriz/pior atriz coadjuvante);
- Faye Dunaway: 8 indicações e 2 prêmios (somente nas categorias de pior atriz/pior atriz coadjuvante, incluindo indicação como pior atriz da década de 1980);
- Bo Derek: 7 indicações e 4 prêmios (somente nas categorias de pior atriz/pior atriz coadjuvante; incluindo, pior atriz da década de 1980, e indicação como pior atriz do século)
- Brooke Shields, Megan Fox: 7 indicações e 3 prêmios (Shield inclui Pior Ator Coadjuvante disfarçada de homem em Sahara, e indicações como pior atriz do século e pior atriz da década de 1980; Fox inclui vitórias como principal e coadjuvante no mesmo ano);
- Melanie Griffith: 7 indicações e 2 prêmios (somente nas categorias de atuação);
- Lindsay Lohan, Sean Young, Sharon Stone: 6 indicações e 2 prêmios (somente na categorias de atuação; Lohan e Young venceram seus prêmios por um único filme - I Know Who Killed Me e A Kiss Before Dying, respectivamente -  em que faziam papel duplo; Lohan inclui indicação como pior atriz da década de 2000)
- Kim Basinger: 6 indicações e 1 prêmio (as 5 indicações a Pior Atriz renderam indicação a "Maior perdedor dos primeiros 25 anos", a de Coadjuvante anos depois rendeu prêmio);
- Carmen Electra: 5 indicações e 1 prêmio (somente nas categorias de atuação);
- Paris Hilton: 4 indicações e 4 prêmios (somente nas categorias de pior atriz/pior atriz coadjuvante; incluindo pior atriz da década de 2000);
- Pia Zadora: 4 indicações e 2 prêmios (incluindo, indicações como pior atriz do século, e pior atriz da década de 1980);
- Brigitte Nielsen, Cameron Diaz, Jenny McCarthy, Jessica Alba, Kelly Preston, Hillary Duff: 4 indicações e 1 prêmio (somente nas categorias de pior atriz/pior atriz coadjuvante);
- Angelina Jolie: 4 indicações e nenhum prêmio (somente na categoria de pior atriz; acabou indicada a "Maior perdedor dos primeiros 25 anos");

### Diretor
- Michael Bay: 6 indicações e 2 prêmios;
- Renny Harlin: 6 indicações e nenhum prêmio (somente na categoria de pior diretor);
- Brian De Palma: 5 indicações e nenhum prêmio (somente na categoria de pior diretor);
- M. Night Shyamalan: 4 indicações e 2 prêmios (somente na categoria de pior diretor);
- Dennis Dugan: 4 indicações e 1 prêmio;
- John Derek: 3 indicações e 2 prêmios;
- Uwe Boll: 3 indicações e 1 prêmio (somente na categoria de pior diretor);
- Hal Needham, John G. Avildsen, John Landis, James Foley, Tyler Perry: 3 indicações e nenhum prêmio (somente na categoria de pior diretor);

## Pessoas que receberam
Poucas pessoas realmente receberam seus "prêmios". Elas incluem:
- 1988 – Bill Cosby recebeu seus 3 prêmios por Leonard Part 6 depois de um programa do canal Fox, mas os prêmios não eram as estatuetas de US$4,97, mas "versões Deluxe" feitas de ouro 24 quilates e mármore italiano, feito pelo canal ao custo de US$27.000.
- 1992 – Tom Selleck recebeu seu prêmio como Pior Ator Coadjuvante por Christopher Columbus: The Discovery no programa de Chevy Chase. Jack Feldman, letrista da Pior Canção Original por Newsies, pediu sua estueta em 2016, para pô-la em sua estante junto do Tony Award vencido pela adaptação para os palcos de Newsies,[3] e em 2020, o compositor da canção, Alan Menken, que no mesmo fim de semana levou dois Oscars por Aladdin (sendo uma de três pessoas a ganhar o Oscar e o Framboesa no mesmo ano), recebeu seu Framboesa em casa.[4]
- 1996 – Paul Verhoven foi receber os prêmios de Showgirls na cerimônia, com discurso declarando que receber as estatuetas foi melhor que ler as resenhas do filme.
- 1998 – O roteirista Brian Helgeland, que ganhou no mesmo ano o Oscar por L.A. Confidential e o Framboesa por The Postman, pediu à instituição seu "prêmio", para por ao lado de seu Oscar lembrando a "natureza quixotesca de Hollywood". Mandaram-no ao seu escritório na Warner Bros..
- 1999 – Robert Conrad, que interpretou James West no seriado dos anos 60, recebeu 3 dos 5 prêmios de Wild Wild West como crítica ao remake.
- 2000 – J.D. Shapiro, roteirista de Battlefield Earth, recebeu seu prêmio de Pior Roteiro em um programa de rádio; Barry Pepper não recebeu seu prêmio, mas após a premiação declarou que gostaria de ter sido convidado para a cerimônia e comparecer para pegar seu troféu.
- 2002 – Tom Green recebeu os prêmios de Freddy Got Fingered, não de sarcasmo, mas achando uma honra.
- 2004 – Ben Affleck, vencedor de Pior Ator por Gigli, Demolidor e Paycheck, pediu seu prêmio. Recebeu-o no programa de Larry King, esmagando-o logo em seguida. Os restos foram vendidos no eBay, e financiaram o aluguel do teatro da cerimônia seguinte.
- 2005 – Halle Berry, que vencera o Oscar em 2002, levou a estatueta à cerimônia em que fora "agraciada" como Pior Atriz por Catwoman, dando um discurso sarcástico. John Wilson, após o acontecimento, elogiou outras performances de Halle e disse que espera outro Oscar para ela. Um dos roteiristas do filme, Michael Ferris, recebeu sua estatueta de Pior Roteiro, e Julie Newmar, a Mulher-Gato da série dos anos 60, recebeu a de Pior Filme.
- 2010 – Sandra Bullock recebeu seus prêmios de Pior Atriz e Pior Casal por All About Steve, e deu cópias do filme para os presentes dizendo que eles deveriam assistir para ver se ela era digna do prêmio, dizendo que só haviam votado nela, sem ver o filme, porque Bullock prometeu que viria se vencesse. John Wilson disse que a performance de Sandra foi "melhor que a que será vista no DVD". Bullock também ganhou o Oscar no mesmo ano, por The Blind Side. A cerimônia também teve J.D. Shapiro buscando o prêmio de Pior Filme da Década para Battlefield Earth.
- 2011 - David Eigenberg resolveu aceitar Pior Dupla/Elenco de Sex and the City 2 dizendo "nunca ter vencido nenhum prêmio na vida", e fez com Wilson um vídeo de aceitação.[5]
- 2016 - Jamie Dornan, que havia declarado que aceitaria ir na cerimônia se convidado, recebeu seu prêmio de Pior Ator por Fifty Shades of Grey em 2018, no programa de Conan O'Brien.
- 2017 - Dinesh D'Souza, diretor e estrela de Hillary's America, apareceu no vídeo anunciando os vencedores, dizendo que seu documentário anti-Democrata foi escolhido por ressentimento dos frustrados com a eleição de Donald Trump, e agradecendo os prêmios ao dizer que "meu público adora o fato que vocês me odeiam". D'Souza também pediu para a organização mandar as três estatuetas vencidas.
- 2018 - Dwayne Johnson primeiro postou um vídeo agradecendo que Baywatch tinha levado "Indicado do Framboesa Tão Ruim Que Vocês Amaram", e pediu à organização que mandassem a estatueta para ele.[6]
- 2025 - Um dia antes de vencer Pior Diretor por Megalopolis,  Francis Ford Coppola escreveu em seu Instagram aceitando as indicações e o prêmio, ressaltando que era uma "honra distinta" em um período "em que poucos tem coragem de ir contra as tendências prevalentes do cinema contemporâneo".[7]

## Críticas
O prêmio recebeu críticas, inclusive de fontes de notícias como o Indiewire e The Daily Telegraph, por várias questões, incluindo o fato de os membros da Golden Raspberry Foundation não serem obrigados a assistir os filmes nomeados, e que, aparentemente, qualquer um pode se juntar à Golden Raspberry Foundation, desde que pague pelo menos US$ 40, o que é diferente da Academia de Artes e Ciências Cinematográficas. Críticos também acham ruim o fato de serem "alvos fáceis" e filmes convencionais em vez de aqueles que são percebidos como produções menos populares, mas mais merecedoras, continuando a atrair celebridades, aparentemente por publicidade e atenção, sobre outros filmes e performances mais dignos.
Sam Adams, da Indiewire, disse que os Razzies são "como pessoas que interrompem insultando comediantes ou um espectador gritando "Whoo!" durante uma música tranquila, eles não estão tão secretamente gritando para serem notados. Os Razzies, corretamente, evitam atacar os pequenos, os independentes de baixo orçamento que ninguém viu por ter uma iluminação ruim ou som terrível". Robbie Collin, do The Daily Telegraph, disse que "o prêmio falha em não mirar além dos alvos fáceis, significando que cresce mais cansado e redundante ao longo do ano". William Bibbiani, da CraveOnline, afirmou que o prêmio seguem "brincadeiras de baixo nível", e "com apenas um punhado de exceções, apenas consideram oportuno nomear os filmes mais infames do ano e não necessariamente o pior". Carolyn Burke, da Cracked, descreve os prêmios como "uma operação desenfreada executada por um monte de trolls preguiçosos que são culpados de toda a mesma auto-importância que afirmam estar satirizando" e afirma ainda que "os prêmios são uma piada antiquada" que "há muito ultrapassou qualquer boa vontade ou relevância que alguma vez tiveram, e tornou-se mais do que um fantoche malvado de críticas sem alegria pior do que qualquer um dos filmes que derrubam com uma comédia sem arte".
Em 2023, a indicação de Ryan Kiera Armstrong como Pior Atriz pelo remake de Firestarter rendeu críticas pelo fato que ao indicar uma atriz de apenas 12 anos o prêmio estaria basicamente praticando bullying com uma criança. A fundação optou por rescindir a indicação e declarar que nas próximas edições todas as categorias de atuação teriam maiores de 18 anos. Como compensação, o espaço de Armstrong na lista para os votos finais foi ocupado pelo próprio Framboesa como autocrítica, e acabaram vencendo.